# Lobobunaea phaedusaorientis
Lobobunaea phaedusaorientis är en fjärilsart som beskrevs av M.Gaede 1927. Lobobunaea phaedusaorientis ingår i släktet Lobobunaea och familjen påfågelsspinnare. Inga underarter finns listade i Catalogue of Life.